# Lorne Michaels
Lorne Michaels (rođen kao Lorne Lipowitz; 17. studenoga 1944.) kanadski je televizijski producent, scenarist, komičar i glumac, najpoznatiji kao kreator i izvršni producent humoristične emisije Saturday Night Live, te kao producent emisija Late Night (od 1993.) i The Tonight Show (od 2014).

## Karijera

### Saturday Night Live
1975., Michaels je zajedno s kolegom s NBC-a Dickom Ebersolom te predsjednikom mreže Herbom Schlosserom stvorio televizijski skeč-program zvan NBC's Saturday Night, koji je 1977. preimenovan u Saturday Night Live.  Emisija, koja se emitira uživo pred publikom u studiju, odmah je dobila reputaciju kao inovativna i nepredvidiva, te je postala početnom točkom mnogih uspješnih komičarskih karijera u SAD-u.
Ispočetka producent emisije, Michaels je kasnije postao scenarist i izvršni producent. Povremeno se i pojavi u emisijama, gdje je poznat po bezosjećajnim izrazima i humorom. Kroz svoju povijest, SNL je nominiran za više od 156 nagrada Emmy, od kojih je osvojio njih 36. Konstantno se nalazi među najbolje ocjenjivanim kasnovečernjim TV programima. Michaels je bio a čelu SNL-a kroz cijelu povijest emisije, s kratkotrajnom iznimkom početkom 1980-ih (od 6. do 10. sezone).

### Ostalo
Michaels je 1979. osnovao producentsku tvrtku Broadway Video, nakon čega je ubrzo napustio Saturday Night Live, u koji se vratio 1985. godine. Tijekom svoje pauze od SNL-a, Michaels je kreirao još jedan skeč-show zvan The New Show, koji se emitirao petkom u udarnom terminu na NBC-u u siječnju 1984. Međutim, show se nije mogao nositi s uspjehom SNL-a.
1980-ih, Michaels se pojavio u HBO-ovom filmu Kanadska zavjera o rušenju SAD-a vođenim kanadskim medijskim osobama koje je predvodio Lorne Greene, a Michaels je glumio njegova nasljednika.
Michaels je također izvršni producent NBC-ove kasnovečernje emisije Late Night, a također je istu funkciju obavljao na TV serijama Televizijska posla i Up All Night. 3. travnja 2013., najavljeno je da Michaels postaje novim izvršnim producentom emisije The Tonight Show. Emisija se zbog toga premjestila u New York City početkom 2014. s novim voditeljem Jimmyjem Fallonom.

## U popularnoj kulturi
U intervjuu za Playboy 2008. godine, Tina Fey je priznala da je Jack Donaghy, lik u seriji Televizijska posla kojeg glumi Alec Baldwin, zapravo inspiriran Michaelsom. U drugom intervjuu za radio-postaju NPR, Baldwin je izjavio da je inspiraciju za glumljenje Donaghyja dobio od Michaelsa.
Lik Dr. Zlo u filmskom serijalu o Austinu Powersu ima ponašanje i način govora zasnovan na Lornu Michaelsu. Lika je kreirao i glumi SNL-ov Mike Myers, na kojeg je i djelomično utjecao kolega Dana Carvey sa svojom imitacijom Michaelsa.

## Vanjske poveznice
- Službena stranica
- Lorne Michaels, National Public Radio (2005.)
- Saturday Night Live  Arhivirana inačica izvorne stranice od 20. kolovoza 2002. (Wayback Machine) na "Televizijskoj enciklopedija"
- Lorne Michaels u internetskoj bazi filmova IMDb-u (engl.)